# John Diehl
John Diehl (Cincinnati, 1 mei 1950) is een Amerikaans acteur.

## Biografie
Diehl doorliep de high school aan de St. Xavier High School in Hamilton County (Ohio) waar hij in 1968 zijn diploma haalde.
Diehl is vanaf 1992 getrouwd met zangeres Julie Christensen met wie hij een zoon heeft. Hij woont nu in Ojai.

## Filmografie

### Films
Selectie:
- 2008 The Lucky Ones – als Tom Klinger
- 2001 Jurassic Park III – als Cooper
- 2001 Pearl Harbor – als senior dokter
- 1999 Anywhere But Here – als Jimmy
- 1997 Fire Down Below – als Frank Elkins
- 1997 Con Air – als advocaat
- 1996 Foxfire – als Mr. Buttinger
- 1996 A Time to Kill – als Tim Nunley
- 1995 Nixon – als Gordon Liddy
- 1994 The Client - als Nance
- 1993 Falling Down – als vader in achtertuin
- 1988 Glitz – als Teddy Magyk
- 1984 City Limits – als Whitey
- 1981 Stripes – als zeevaarder
- 1981 Escape from New York – als punker

### Televisieseries
Selectie:
- 2022-2023 Dark Winds - als B.J. Vines - 6 afl.
- 2009 Friday Night Lights – als Richard Sherman – 2 afl.
- 2007 Cold Case – als Isaac Keller – 2 afl.
- 2005-2006 Point Pleasant – als David Burke – 7 afl.
- 2002-2003 The Shield – als assistent chief Ben Gilroy – 8 afl.
- 2000-2002 The West Wing – als Claypool – 2 afl.
- 1994-1996 The John Larroquette Show – als Chris – 5 afl.
- 1984-1987 Miami Vice – als rechercheur Larry Zito – 56 afl.

- Bibliothèque nationale de France: cb14054085x (data)
- Gemeinsame Normdatei: 135731380
- International Standard Name Identifier: 0000 0001 1440 9614
- Library of Congress Control Number: no2003029106
- Nationale Bibliotheek van Tsjechië: pna2004261726
- Nationale Bibliotheek van Israël: 987007342365905171
- SNAC: w6gb30th
- Système universitaire de documentation: 088764397
- Virtual International Authority File: 32200897
- WorldCat: E39PBJcWB8gkjKCg6t3BCD6dwC